# Lufthansa City Center
Lufthansa City Center è la più grande catena di agenzie di viaggio indipendenti al mondo. L'azienda è una società controllata del Lufthansa Group e comprende 280 uffici con circa 1.800 dipendenti solo in Germania. La sede centrale di Lufthansa City Center è situata a Francoforte sul Meno.

## Storia
Il franchising di Lufthansa City Center si iniziò a sviluppare partendo dalle diverse sedi di Lufthansa presenti nelle città. Nel 1991, Lufthansa aprì la prima agenzia a Dresda, in Germania. Nel 1994 venne aperta la sede centrale dell'azienda, Lufthansa City Center Reisebüropartner GmbH (LCR). Negli anni successivi, la sede centrale dell'azienda si trasferì dall'aeroporto di Francoforte alla sede attuale di Francoforte-Niederrad (un quartiere della città). Nel 2000, le agenzie di viaggio partner acquisirono tutte le azioni del loro sistema di franchising.
La prima agenzia di Lufthansa City Center al di fuori della Germania venne aperta a Tallinn nel 1992. Nel 1999, le attività internazionali vennero consolidate sotto il nome "Lufthansa City Center International" (LCCI). Oggi, queste agenzie di viaggio sono presenti in tutti i continenti.
"LCC Reisebüro Aktiengesellschaft" venne fondata all'inizio del 2017. L'obiettivo di LCC Reisebüro AG è quello di gestire non solo le sedi delle agenzie di viaggio, ma anche la crescita complessiva dell'azienda attraverso l'acquisizione di altre agenzie di viaggio. Tra gli azionisti della società figurano "Lufthansa City Center Reisebüropartner GmbH" (LCR), nonché vari altri partner.
Dal 2019 al 2024, Lufthansa City Center intrattenne una partnership con Voya, una società specializzata nelle prenotazioni digitali di viaggi d'affari. Questa partnership si concluse nel novembre 2024.
Dal 2022, Lufthansa City Center è anche partner di Miles & More, il programma frequent flyer di Lufthansa.

## Profilo aziendale
Il franchising "LCC Group" è composto da "Lufthansa City Center Reisebüropartner GmbH" (LCR) e, per le attività internazionali, dalla sussidiaria di Lufthansa "City Center International GmbH" (LCCI). A livello mondiale, la catena comprende circa 600 uffici con un totale di 7.500 dipendenti in circa 110 paesi. Nel 2024, le due aziende hanno generato un fatturato totale di circa 7,6 miliardi di euro, suddiviso in viaggi d'affari e turismo. La divisione dedicata ai viaggi d'affari opera sotto il marchio "LCC Business Travel".

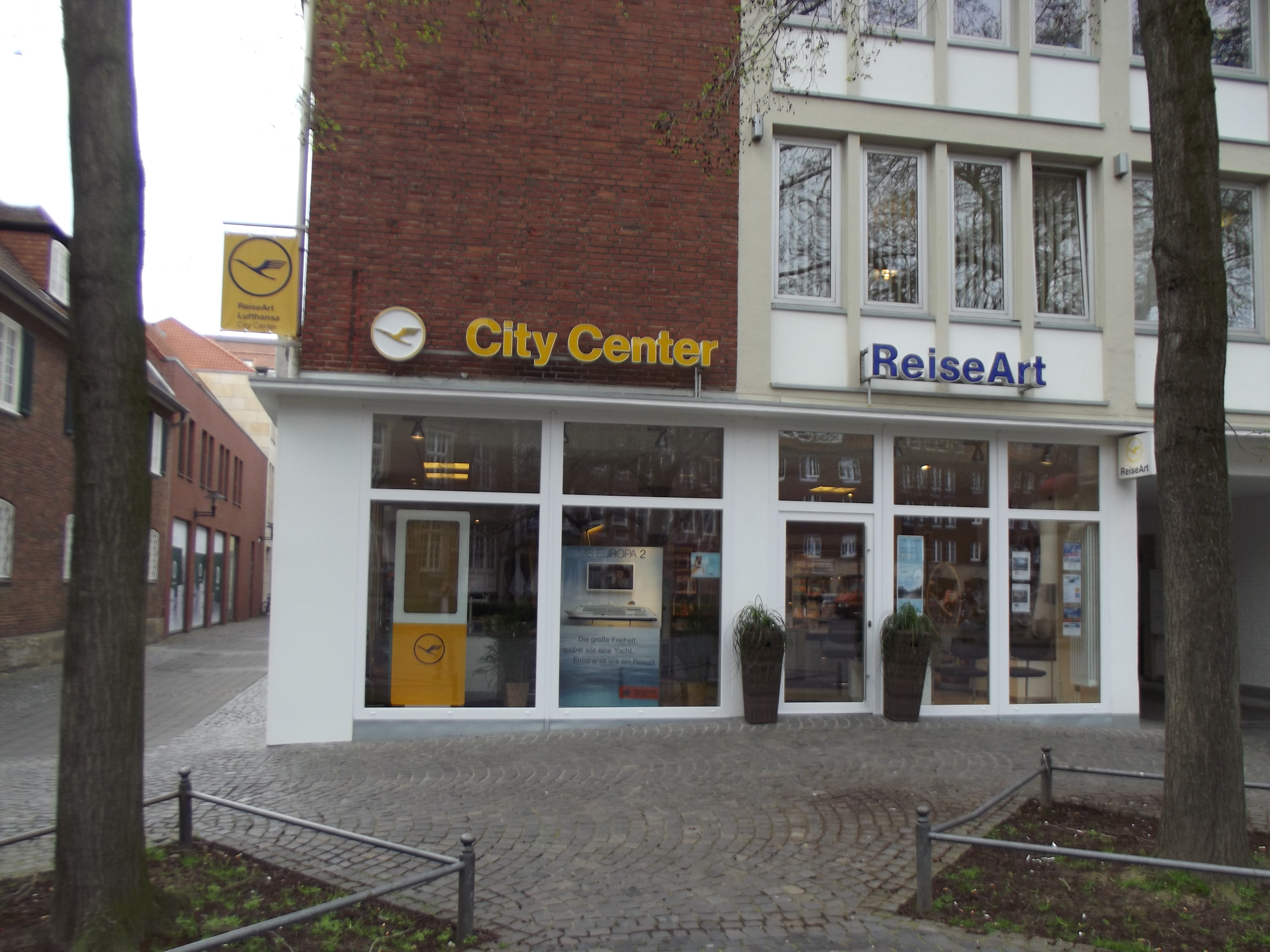
Un'altra agenzia di Lufthansa City Center a Münster, in Germania.

La rete globale di Lufthansa City Center ha una solida base in Germania, rappresentando un punto di forza per l'azienda. Il suo marketplace online è disponibile in oltre 80 paesi e offre servizi con personale specializzato per viaggi individuali e di gruppo.
Lufthansa detiene una partecipazione del 50% di LCCI tramite "Lufthansa Commercial Holding GmbH" (LCH), ma ha concesso all'azienda i diritti di denominazione tramite un accordo di utilizzo del marchio.
Lufthansa City Center è regolarmente premiata per la qualità del suo servizio. Dal 2020 al 2024, ad esempio, è stata premiata annualmente da Handelsblatt per il "miglior servizio clienti", mentre dal 2019 al 2024 è stata premiata ogni anno come "miglior fornitore di servizi per il turismo".
Lufthansa City Center ha anche dimostrato impegno in materia di sostenibilità e viaggi. A tal fine, l'azienda ha pubblicato un opuscolo sulla sostenibilità ambientale nel 2024.